# Collision Course
Collision Course는 제이-지와 린킨 파크가 함께 제작한 리믹스 앨범이다. 이 앨범은 제이-지가 먼저 린킨파크에 리믹스 앨범에 대한 제의를 이메일로 보내면서 시작되었는데, 린킨파크는 답장 대신 자신의 음악에 제이지의 랩을 입힌 데모 곡 몇개를 보냈다고 한다.